# Басконія (баскетбольний клуб)
«Басконія» (баск. Saski Baskonia) — іспанський баскетбольний клуб з міста Віторія-Гастейс, створений 3 грудня 1952 року. На внутрішній арені клуб виступає в Лізі АСБ (один з найстаріших клубів, який виступає в цьому турнірі), на міжнародному — в Євролізі.
Виступає на Арені «Фернандо Буеса».

## Історія
Клуб був заснований у 1952 році під назвою «Клуб Депортіво Васконія». У сезоні 1972/73 вони вперше зіграли у вищій лізі, а з 1982 — є постійними учасниками. Зараз клуб є одним із найуспішніших в Іспанії.

## Титули

### Національні змагання
- Чемпіонат Іспанії

Чемпіон (4): 2001–02, 2007–08, 2009–10, 2019–20
- Копа дель Рей де Балонсесто
  -  Володар (6): 1995, 1999, 2002, 2004, 2006, 2009
- Суперкубок Іспанії де Балонсесто
  -  Володар (4): 2005, 2006, 2007, 2008

### Європейські змагання
- Кубок Сапорти: 
  -  Володар (1): 1996
  -  Фіналіст (2): 1994, 1995
- Євроліга: 
  -  Фіналіст (2): 2001, 2005

## Відомі гравці
- Фернандо Сан Еметеріо
- Велімір Перасович
- Горан Драгич
- Раян Боуен